# Discografia di Taisija Povalij
La discografia di Taisija Povalij, cantante ucraina naturalizzata russa, è costituita da tredici album in studio, un album dal vivo, sette raccolte, un EP e cinquantuno singoli.

## Album

### Album in studio
| Anno | Titolo |
| ---- | --- |
| 1995 | Panno kochannja - Pubblicato: 2 settembre 1995 - Etichetta: Karavan CD - Formato: CD, MC                                   |
| 1997 | Ja vas ljublju - Pubblicato: 1997 - Etichetta: MB Records - Formato: CD, MC                                                |
| 1999 | Sladkij grech - Pubblicato: 1 settembre 1999 - Etichetta: Астра, S.T.M. Records - Formato: CD, MC                          |
| 2000 | Bude tak - Pubblicato: 1 settembre 2000 - Etichetta: NAC - Formato: CD, MC                                                 |
| 2002 | Odna-jedyna (con Iosif Kobzon) - Pubblicato: 1 marzo 2002 - Etichetta: NAC - Formato: CD, MC                               |
| 2002 | Ptica vol'naja - Pubblicato: 3 settembre 2002 - Etichetta: NAC - Formato: CD, MC                                           |
| 2002 | Ukraïns'ki pisenni perlyny - Pubblicato: 1 ottobre 2002 - Etichetta: NAC - Formato: CD, MC                                 |
| 2004 | Serden'ko - Pubblicato: 1 ottobre 2004 - Etichetta: NAC - Formato: CD, MC                                                  |
| 2007 | Za toboj - Pubblicato: 1 aprile 2007 - Etichetta: Artur Music - Formato: CD, MC                                            |
| 2010 | Verju tebe - Pubblicato: 2010 - Etichetta: Artur Music - Formato: CD, download digitale                                    |
| 2018 | Serdce – dom dlja ljubvi - Pubblicato: 3 ottobre 2018 - Etichetta: Artur Music - Formato: CD, download digitale, streaming |
| 2020 | Ejforija - Pubblicato: 21 febbraio 2020 - Etichetta: Moon Records Ukraine - Formato: CD, download digitale, streaming      |
| 2021 | Osobennye slova. Ispoved' - Pubblicato: 5 marzo 2021 - Formato: download digitale, streaming                               |

### Album dal vivo
| Anno | Titolo                                                                              |
| ---- | ----------------------------------------------------------------------------------- |
| 2009 | Ukraïna. Holos. Duša - Pubblicato: 2009 - Etichetta: Kvadro-Disk - Formato: DVD, CD |

### Raccolte
| Anno | Titolo |
| ---- | --- |
| 2001 | Čortopoloch - Pubblicato: 4 settembre 2001 - Etichetta: NAC - Formato: CD, MC                                          |
| 2002 | Čarivna skrypka - Pubblicato: 2002 - Etichetta: NAC - Formato: CD, MC                                                  |
| 2003 | Vozvraščaju - Pubblicato: 1 ottobre 2003 - Etichetta: NAC - Formato: CD, MC                                            |
| 2008 | Nakazany ljubov'ju - Pubblicato: 1 marzo 2008 - Etichetta: Artur Music - Formato: CD                                   |
| 2012 | Ja pomoljus' - Pubblicato: 2012 - Etichetta: Artur Music - Formato: CD                                                 |
| 2012 | Dve zvezdy (con Aleksandr Maršal) - Pubblicato: 2012 - Etichetta: Kvadro-Disk - Formato: CD                            |
| 2020 | Osobennye slova - Pubblicato: 4 settembre 2020 - Etichetta: United Music Group - Formato: download digitale, streaming |

## Extended play
| Anno | Titolo                                                                                           |
| ---- | ------------------------------------------------------------------------------------------------ |
| 2004 | Otpusti menja (con Nikolaj Baskov) - Pubblicato: 2004 - Etichetta: Artur Music - Formato: CD, MC |

## Singoli
| Anno                                                                                                | Titolo                                       | Classifiche | Classifiche | Album di provenienza      |
| Anno                                                                                                | Titolo                                       | UKR         | RUS         | Album di provenienza      |
| --------------------------------------------------------------------------------------------------- | -------------------------------------------- | ----------- | ----------- | ------------------------- |
| 2004                                                                                                | Otpusti menja (con Nikolaj Baskov)           | ×           | ×           | Za toboj                  |
| 2005                                                                                                | Ty daleko (con Nikolaj Baskov)               | ×           | ×           | Za toboj                  |
| 2006                                                                                                | Odolžila                                     | ×           | ×           | Ptica vol'naja            |
| 2006                                                                                                | Pereživu                                     | ×           | ×           | Za toboj                  |
| 2006                                                                                                | Snegom belym (con Nikolaj Baskov)            | ×           | ×           | Za toboj                  |
| 2007                                                                                                | Za toboj                                     | ×           | ×           | Za toboj                  |
| 2007                                                                                                | Pust' vam povezët v ljubvi                   | ×           | ×           | Za toboj                  |
| 2008                                                                                                | Byvšij                                       | ×           | ×           | Nakazany ljubov'ju        |
| 2008                                                                                                | Ptica-duša                                   | ×           | ×           | Verju tebe                |
| 2008                                                                                                | Nakazany ljubov'ju                           | ×           | ×           | Nakazany ljubov'ju        |
| 2009                                                                                                | Mama-mamočka                                 | ×           | ×           | Verju tebe                |
| 2010                                                                                                | Otpusti (con Stas Michajlov)                 | —           | —           | Verju tebe                |
| 2010                                                                                                | Verju tebe                                   | —           | 33          | Verju tebe                |
| 2011                                                                                                | Uchodi                                       | 5           | —           | /                         |
| 2011                                                                                                | V ljubov' nado verit'                        | 6           | —           | /                         |
| 2011                                                                                                | Znaj                                         | 25          | —           | Verju tebe                |
| 2012                                                                                                | Ja pomoljus' za tebja                        | 11          | 46          | /                         |
| 2013                                                                                                | Meždu nami                                   | 1           | 61          | /                         |
| 2013                                                                                                | Pobednaja                                    | 64          | —           | /                         |
| 2013                                                                                                | Kalendar' ljubvi                             | 20          | 74          | /                         |
| 2013                                                                                                | Gde ljubov', tam i rvëtsja                   | 1           | —           | /                         |
| 2013                                                                                                | Ne zalyš mene, ljubove                       | —           | —           | /                         |
| 2014                                                                                                | Prostila                                     | 12          | —           | /                         |
| 2014                                                                                                | Bože                                         | —           | —           | /                         |
| 2014                                                                                                | Ženščina, kotoraja ljubit                    | 19          | —           | Serdce – dom dlja ljubvi  |
| 2015                                                                                                | Nedoljubil                                   | —           | —           | Serdce – dom dlja ljubvi  |
| 2015                                                                                                | Tvoich ruk rodnye ob"jatija                  | —           | 19          | Serdce – dom dlja ljubvi  |
| 2016                                                                                                | Polovinki                                    | —           | —           | Serdce – dom dlja ljubvi  |
| 2016                                                                                                | Čaj s molokom                                | —           | 33          | Serdce – dom dlja ljubvi  |
| 2017                                                                                                | S Dnëm roždenija, ljubimyj!                  | —           | —           | Serdce – dom dlja ljubvi  |
| 2017                                                                                                | Serdce – dom dlja ljubvi                     | —           | 39          | Serdce – dom dlja ljubvi  |
| 2017                                                                                                | Milliony                                     | —           | —           | /                         |
| 2017                                                                                                | Novogodnij tort                              | —           | —           | /                         |
| 2018                                                                                                | Ja byla i budu toj...                        | —           | —           | Serdce – dom dlja ljubvi  |
| 2018                                                                                                | Ty v glaza mne posmotri                      | —           | 17          | Serdce – dom dlja ljubvi  |
| 2018                                                                                                | Rovno v 00-00                                | —           | —           | /                         |
| 2019                                                                                                | Berega                                       | —           | —           | Serdce – dom dlja ljubvi  |
| 2019                                                                                                | Tëplyj chleb                                 | —           | —           | Serdce – dom dlja ljubvi  |
| 2019                                                                                                | Ja budu tvoja                                | —           | 23          | Osobennye slova. Ispoved' |
| 2019                                                                                                | 1000 let                                     | —           | —           | Osobennye slova. Ispoved' |
| 2020                                                                                                | Vytry sl'ozy                                 | —           | —           | Ejforija                  |
| 2020                                                                                                | Osobennye slova                              | —           | 62          | Osobennye slova. Ispoved' |
| 2020                                                                                                | Krylja                                       | —           | —           | Osobennye slova. Ispoved' |
| 2020                                                                                                | Ne somnevajsja                               | —           | —           | Osobennye slova. Ispoved' |
| 2021                                                                                                | Budu sčastlivoj                              | —           | —           | Osobennye slova. Ispoved' |
| 2021                                                                                                | Čto s toboj? Kak že ja? (con Stas Michajlov) | 51          | 31          | /                         |
| 2021                                                                                                | Ja znaju                                     | —           | —           | /                         |
| 2021                                                                                                | Novogodnjaja                                 | —           | —           | /                         |
| 2021                                                                                                | Samaja lučšaja                               | —           | —           | /                         |
| 2022                                                                                                | Kofe s koricej                               | 93          | —           | /                         |
| 2022                                                                                                | Stoletija                                    | —           | —           | /                         |
| "—" indica una pubblicazione non classificata in quel paese. "×" indica una classifica inesistente. |                                              |             |             |                           |